# Bánh bao xá xíu

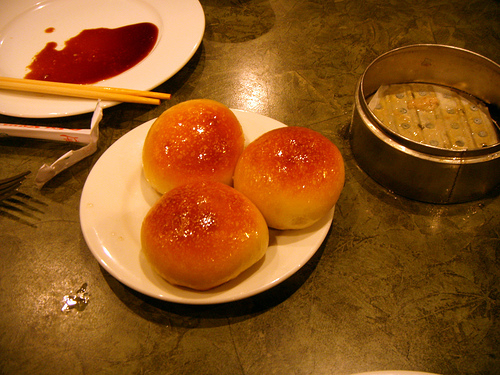
Bánh bao xá xíu nướng. Loại bột làm bánh này khác với phiên bản hấp.

Bánh bao xá xíu (giản thể: 叉烧包; phồn thể: 叉燒包; Hán-Việt: xoa thiêu bao; bính âm: chāshāobāo) là một loại bánh bao nhân thịt của Quảng Đông. Trong bánh chứa nhân thịt nướng kèm với hương vị của thịt xá xíu. Bánh được phục vụ làm một loại điểm sấm trong đồ ẩm trà (Yum cha) và đôi khi được bày bàn ở các cửa hàng bánh Trung Quốc.

## Chế biến
Có hai kiểu chế biến chính của bánh bao xá xíu là hấp (蒸, zhēng) và nướng (烤, kǎo). Bánh bao xá xíu hấp có mặt ngoài màu trắng, trong khi loại bánh nướng có màu sắc chín vàng bóng.

## Ẩm thực Quảng Đông
Xá xíu là một thuật ngữ chỉ bánh chứa nhân thịt. Mặc dù bề ngoài khác với những loại bánh bao hấp khác, bột của bánh bao xá xíu hấp trở nên độc nhất bởi nó được làm từ nấm men và bột nở lên men. Chính cách kết hợp độc đáo này khiến bột của bánh bao xá xíu hơi đặc nhưng vẫn mềm ngon.
Nhân bên trong bánh là thịt lợn thăn mềm, ngọt và được nướng chậm. Bánh được làm thành khuôn và trộn với hỗn hợp ngọt của dầu hào, tương đen, dầu mè rang, rượu Shaoxing hoặc rượu Sherry sấy khô, xì dầu, đường và bột bắp.
Bánh bao nướng (tiếng Trung: 烤包子; bính âm: kǎo bāozi, Hán Việt: khảo bao tử) có nguồn gốc từ Quảng Đông và Triều Châu theo chân cộng đồng Hoa kiều khá đông đảo sống ở phố Khách Gia ở Nam Định, Việt Nam. Chiếc bánh giản dị, trông qua giống một chiếc bánh bao chiên nhưng nhân như nhân nem rán và vỏ ngoài tựa bánh pía Sóc Trăng. Nguyên liệu làm bánh chủ yếu gồm bột mì, thịt, trứng, bột, mỡ lợn và một số gia vị đặc trưng tùy theo cách làm gia truyền của mỗi gia đình. Để làm bánh ngon, người ta thường ướp thịt lợn thăn với tỏi băm nhỏ, ngũ vị hương, dầu hào, mật ong rồi đem nướng lò cho tới khi chuyển sang màu cánh gián và thơm nức. Thịt xá xíu được cắt hột lựu trộn cùng với mộc nhĩ, mỡ lợn và nửa quả trứng gà luộc làm nhân. Từ "xíu páo" được xem như phiên âm tiếng Quảng Đông hoặc tiếng Phúc Kiến mà nó cũng du nhập vào phố người Hoa ở Malaysia và gọi là siew pau.

## Ẩm thực Polynesia
Tại Hawaii, loại bánh này được gọi là Manapua. Tên bánh là cái tên rút ngắn của mea ʻono puaʻa trong tiếng Hawaii, có nghĩa là "món thịt lợn ngon". Tại nội địa Hoa Kỳ, thuật ngữ tiếng Trung của bánh được sử dụng phổ biến. Người Trung đã mang loại điểm sấm này sang khi họ được đưa đến đây làm công nhân đồn điền. Tại Samoa và một số đảo lân cận, loại bánh được gọi là keke pua'a, theo nghĩa đen là "bánh thịt lợn".